# Ferdinand Mouangassa
Ferdinand Mouangassa (né le 18 décembre 1934 à Brazzaville, au Congo et mort le 15 août 1974 à Créteil) est un dramaturge congolais, considéré, avec Patrice Joseph Lhoni et Segolo dia Mahungou comme l'un des pionniers du théâtre congolais.

## Biographie
Ferdinand Mouangassa a passé son enfance dans le quartier « Dahomey » du faubourg Bacongo de Brazzaville. Élève à l’école Saint-Joseph puis à l’école Jeanne d’Arc, il suit de 1948 à 1953 les cours du collège Chaminade. C'est là qu'il attiré par le théâtre et qu'il entreprend de jouer les pièces de Molière comme « Le malade imaginaire », « les fourberies  de Scapin ».
En 1952, il forme une troupe théâtrale parmi les membres de la J.E.C. (Jeunesse Estudiantine Chrétienne). Élève en 1953 du collège Bessieux de Libreville (Gabon), il obtint en 1955 la première partie du Baccalauréat. Il abandonne ses études et est admis à l’école des infirmiers de Brazzaville (1956-58), il est nommé président de la J.E.C.
En 1957, il représente la J.E.C.  à Rome (Italie). Il effectue ensuite un stage d'administration hospitalière à Paris (France). Rentré au Congo il est gestionnaire économe à Brazzaville.
En 1964, il est nommé gestionnaire-économe de l’hôpital Adolphe Sicé de Pointe-Noire. Là, il met sur pied avec l’appui de M.Gawono, inspecteur régional de la jeunesse et des sports, une troupe théâtrale, le théâtre populaire congolais, qui joue une dizaine de fois « La marmite de Koka Mbala » de Guy Menga.
En 1967, il crée la troupe  « Les Kamangos » et écrit sa première pièce, « N'ganga Mayala », qui obtint le 1er prix de la semaine culturelle de Brazzaville (août 1967). En 1968, il écrit une deuxième pièce, « Les apprivoisés ». Il est également l’auteur de « Les dents blanches », pièce qui ne sera pas publiée. La même année, il assumera les fonctions de directeur des services statistiques et de planification au Ministère de la Santé et des Affaires sociales.
En 1972, il est en France pour poursuivre ses études à l’I.E.D.E.S. (Institut d'Étude du Développement Économique et Social) de l’Université de Paris 1 Panthéon-Sorbonne.  Deux ans plus tard, le 15 août 1974, il est victime d’un accident de la circulation à Créteil (région parisienne). Il est inhumé le 25 août 1974 à Brazzaville au Congo.
A 40 ans, Ferdinand Mouangassa n’avait pu encore donner toute sa mesure, pour Robert Cornevin, « Il était l’un des plus doués parmi les dramaturges de sa génération. »

## Œuvres
- 1967 : N'ganga Mayala
- 1968 : Les apprivoisés[4].
- 1970 : Les dents blanches (non publié[1])

## Éditions
- N'ganga Mayala, tragédie en trois actes, 77 pp., Coll. Théâtre, Éditions CLÉ, 1977,  (ISBN 2-72350-039-X)